# Nicolás Royón
Pablo Nicolás Royón Silvera (Las Piedras, 28 gennaio 1991) è un calciatore uruguaiano, attaccante dei Montevideo Wanderers.